# Soahany
Soahany is een plaats en commune in het westen van Madagaskar, behorend tot het district Antsalova, dat gelegen is in de regio Melaky. Tijdens een volkstelling in 2001 telde de plaats 9.600 inwoners.
De plaats biedt enkel lager onderwijs aan. 90 % van de bevolking werkt als landbouwer en 10 % verdient zijn brood als visser. Het belangrijkste landbouwproduct is rijst; andere belangrijke producten zijn suikerriet, mais en maniok.